# Piotr Nikolski
Piotr Wasiljewicz Nikolski, ros. Пётр Васильевич Никольский (ur. 1 września/13 września 1858 w Usmaniu, zm. 17 marca 1940 w Rostowie nad Donem) – rosyjski lekarz, dermatolog.
Ukończył w 1884 studia medyczne na Uniwersytecie Kijowskim, w 1896 przedstawił dysertację doktorską. Od 1899 profesor nadzwyczajny na Cesarskim Uniwersytecie Warszawskim. W 1903 profesor zwyczajny. Od 1905 z powrotem w Kijowie. W 1907 wysłany do Saratowa, gdzie pomagał zorganizować katedrę na nowo utworzonym uniwersytecie. Od 1912 na Uniwersytecie w Rostowie nad Donem. Opisał objaw znany do dziś jako objaw Nikolskiego.